# Siegfried Thiele (Komponist)
Siegfried Thiele (* 28. März 1934 in Chemnitz; † 24. November 2024 in Leipzig) war ein deutscher Komponist. Er war von 1990 bis 1997 Rektor der Hochschule für Musik Leipzig.

## Biografie
Thiele wurde als Sohn eines Handwerkers geboren. Bereits als Zwölfjähriger schuf er seine ersten Kompositionen. Er hatte Musikunterricht bei Werner Hübschmann und Gustav William Meyer und wirkte in dem von Paul Kurzbach geleiteten Studiochor der Volksbühne Chemnitz mit.
Nach seinem Abitur 1952 an der EOS „Karl Marx“ studierte er von 1953 bis 1958 Komposition bei Wilhelm Weismann und Johannes Weyrauch, Dirigieren bei Franz Jung und Heinz Rögner sowie Klavier bei Karl Zieschang, Rudolf Fischer und Amadeus Webersinke an der Hochschule für Musik „Felix Mendelssohn Bartholdy“ in Leipzig. Von 1958 bis 1962 war er Lehrer sowie Chor- und Orchesterleiter an den Musikschulen in Radeberg und Wurzen. Ab 1959 führte er seine kammermusikalischen, sinfonischen und chorsinfonischen Werke im In- und Ausland auf. Seit dieser Zeit wirkte er auch in der Leipziger Gemeinde der Christengemeinschaft als Musiker und Komponist für liturgische und andere Werke mit.
Von 1960 bis 1962 betrieb Thiele Kompositionsstudien bei Leo Spies an der Akademie der Künste Ost-Berlin.
Im Jahre 1962 begann er seine Lehrtätigkeit an der Hochschule für Musik in Leipzig in den Fächern Tonsatz und Partiturspiel und gründete 1963 das Leipziger Jugendsinfonieorchester, das er bis 1978 leitete. An der Leipziger Musikhochschule war er von 1971 bis 1999 Dozent (ab 1984 Professor) für Komposition. Zu seinen Schülern gehörten u. a. Bernd Franke, Axel Gebhardt, Walter Thomas Heyn, Reinhard Pfundt, Thomas Reuter, Steffen Schleiermacher und Ipke Starke.
Anlässlich der Eröffnung des Neuen Gewandhauses zu Leipzig am 8. Oktober 1981 schuf Thiele das große Auftragswerk Gesänge an die Sonne für Alt- und Tenorsolo, Orgel, Chor und Orchester. Es wurde im Eröffnungskonzert unter Leitung des damaligen Gewandhauskapellmeisters Kurt Masur, der bei dieser Komposition auch die neue große Orgel des Gewandhauses angemessen einbezogen wissen wollte, uraufgeführt. Die Texte entnahm Thiele dem Prolog im Himmel aus Goethes Faust, Schillers Gedicht An die Sonne und Hölderlins Dem Sonnengott. Erst auf Intervention Masurs durfte dieses Stück zur Eröffnung überhaupt aufgeführt werden, da dem Zentralkomitee der SED die Texte nicht zusagten.
Am 1. Oktober 1990 trat Thiele das Amt als neu gewählter Rektor der Hochschule für Musik und Theater in Leipzig an. 1994 wurde er in dieser Funktion für weitere drei Jahre wiedergewählt.
Seit 1992 war er Mitglied der Freien Akademie der Künste zu Leipzig und seit 1996 Gründungsmitglied der Sächsischen Akademie der Künste in Dresden. 1999 war er Ehrengast der Villa Massimo in Rom. 2001 erfolgte seine Ernennung zum Ehrensenator der Hochschule für Musik und Theater „Felix Mendelssohn Bartholdy“ Leipzig.
Siegfried Thiele war verheiratet mit Uta Thiele.

## Auszeichnungen
- 1965: Mendelssohn-Stipendium
- 1966: Kunstpreis des FDGB für Musik
- 1979: Kunstpreis der Stadt Leipzig
- 1983: Kunstpreis der DDR
- 2002: Verdienstorden des Freistaates Sachsen